# Niederröblingen (Helme)
Niederröblingen (Helme) ist ein Ortsteil der Stadt Allstedt im Landkreis Mansfeld-Südharz in Sachsen-Anhalt.

## Geografie
Niederröblingen (Helme) liegt zwischen Sangerhausen und Querfurt an der Helme. 

## Geschichte
In einem zwischen 881 und 899 entstandenen Verzeichnis des Zehnten des Klosters Hersfeld (Hersfelder Zehntverzeichnis) wird (Nieder-)Röblingen gemeinsam mit den anderen drei Orten mit diesem Namen als zehntpflichtiger Ort Rebiningi im Friesenfeld erstmals urkundlich erwähnt.
Eine weitere urkundliche Erwähnung erfolgte im Jahr 991 als Rebeningen.
Der Ort gelangte an das Amt Allstedt, das 1526 von den Wettinern an die Grafen von Mansfeld verpfändet wurde, die es wiederum 1542 den Grafen zu Stolberg als Pfand überließen. Erst 1575 verloren die Grafen zu Stolberg ihre Ansprüche auf das Amt Allstedt an die ernestinischen Wettiner.
Mit Wirkung vom 1. Oktober 1945 wurde das bis dahin im Landkreis Weimar in Thüringen liegende Niederröblingen dem Kreis Sangerhausen der Provinz Sachsen zugeordnet.
Am 1. Januar 2010 wurde die bis dahin selbstständige Gemeinde Niederröblingen (Helme) zusammen mit den Gemeinden Beyernaumburg, Emseloh, Holdenstedt, Katharinenrieth, Liedersdorf, Mittelhausen, Nienstedt, Pölsfeld, Sotterhausen und Wolferstedt in die Stadt Allstedt eingemeindet.

## Wirtschaft und Infrastruktur

### Verkehr
Westlich des Dorfes liegt die Bundesstraße 86, Sangerhausen nach Weißensee. Die Autobahn A 38, die von Halle (Saale) nach Göttingen führt, liegt nördlich von Niederröblingen (Helme). Ausgehend vom in Niederröblingen gelegenen Bernard-Koenen-Schacht I wurde von 1958 bis 1990 großflächig Kupferschiefererz abgebaut, wovon heute noch die Großhalde zeugt. Der Haltepunkt Niederröblingen lag an der Bahnstrecke Oberröblingen–Allstedt, auf der der Personenverkehr 1973 Und der Güterverkehr 1994 eingestellt und die Strecke in den darauffolgenden Jahren stillgelegt wurde.